# Dūl Kabūd-e Khvoshādūl
Dūl Kabūd-e Khvoshādūl (persiska: دول كَبودِ خوُشادول) är en ort i Iran.   Den ligger i provinsen Ilam, i den västra delen av landet, 500 km sydväst om huvudstaden Teheran. Dūl Kabūd-e Khvoshādūl ligger 808 meter över havet och antalet invånare är 128.
Terrängen runt Dūl Kabūd-e Khvoshādūl är huvudsakligen kuperad. Dūl Kabūd-e Khvoshādūl ligger nere i en dal. Runt Dūl Kabūd-e Khvoshādūl är det glesbefolkat, med 10 invånare per kvadratkilometer. Närmaste större samhälle är Cheshmeh Anār-e Soflá, 14,3 km väster om Dūl Kabūd-e Khvoshādūl. Trakten runt Dūl Kabūd-e Khvoshādūl är ofruktbar med lite eller ingen växtlighet.